# Roman Pawłowski (teatrolog)
Roman Pawłowski (ur. 1965) – polski krytyk teatralny, literacki, telewizyjny i filmowy, publicysta.

## Życiorys
Ukończył w 1990 studia z zakresu teatrologii na Uniwersytecie Jagiellońskim. Przez kilkanaście lat wykładał w Szkole Laboratorium Dramatu w Warszawie. Zawodowo związany z "Gazetą Wyborczą" jako redaktor działu kultury, gdzie zajmuje się głównie teatrem współczesnym.
Jest autorem dwóch antologii polskiego dramatu współczesnego Pokolenie porno i inne niesmaczne utwory teatralne (Zielona Sowa, Kraków 2003, ISBN 83-7389-429-2) i Made in Poland (Ha!art, Kraków 2006, ISBN 83-89911-35-3). Opublikował też w języku angielskim leksykon New Polish drama. Polish drama in the face of transformation (Instytut Teatralny im. Zbigniewa Raszewskiego, Warszawa 2008). W 2011 został nominowany w studenckim plebiscycie MediaTory w kategorii NawigaTOR.